# Остачук, Хавьер Патрисио
Хавьер Патрисио Остачук (исп. Javier Patricio Ostachuk; род. 5 мая 2000, Обера, Мисьонес) — аргентинский футболист, защитник клуба «Индепендьенте».

## Клубная карьера
Остачук — воспитанник клубов «Олимпия Сан-Антонио», Ньюэллс Олд Бойз» и «Индепендьенте». 6 декабря 2020 года в матче против «Дефенса и Хустисия» он дебютировал в аргентинской Примере в составе последних. 